# Daniel Caspary

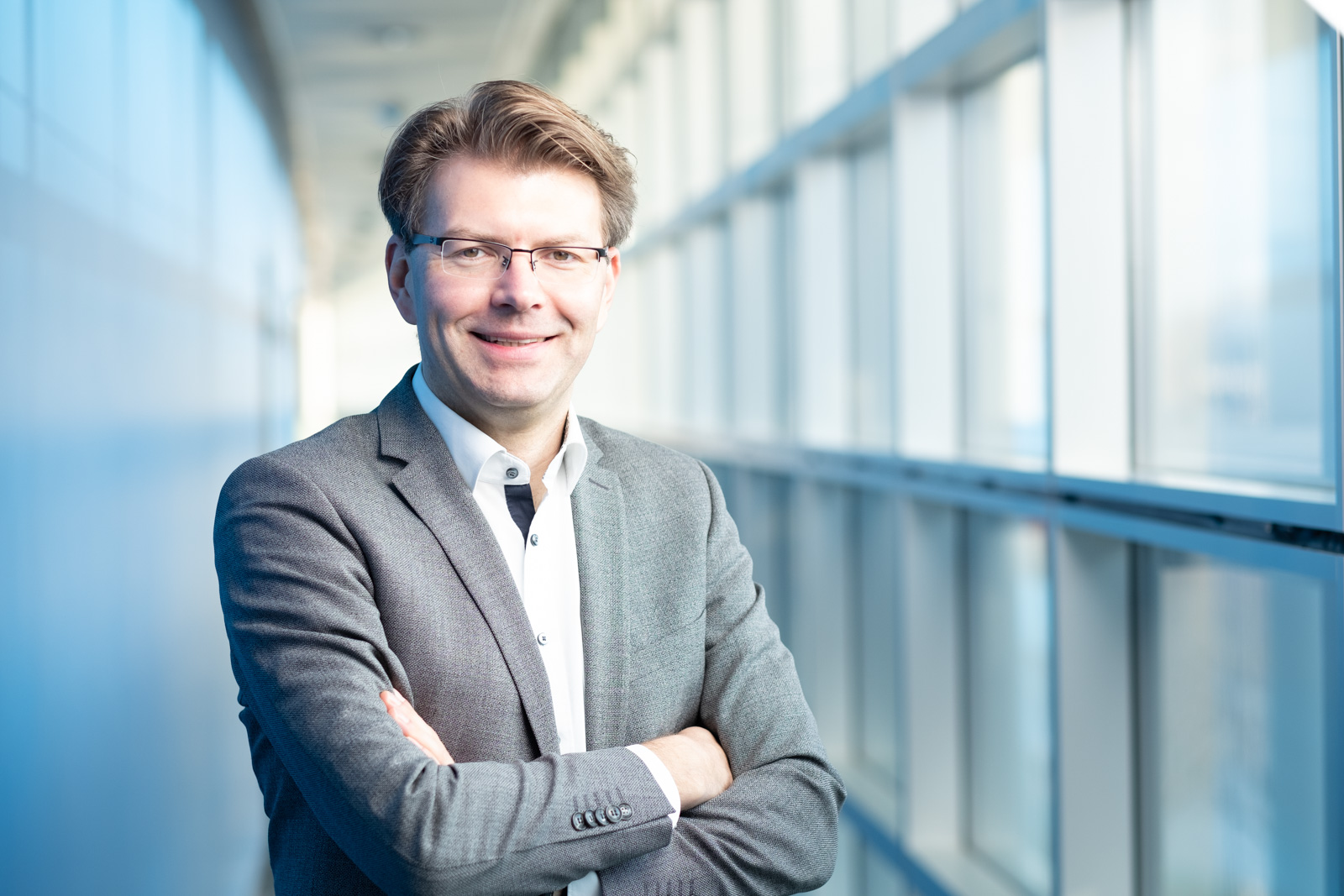
Daniel Caspary, 2019

Daniel Caspary (* 4. April 1976 in Karlsruhe) ist ein deutscher Politiker (CDU) und seit 2004 Mitglied des Europäischen Parlaments sowie seit 2017 Vorsitzender der CDU/CSU-Gruppe im EU-Parlament.

## Ausbildung und Beruf
Daniel Caspary bestand sein Abitur 1995 am Thomas-Mann-Gymnasium Stutensee, danach diente er bei der Bundeswehr (Oberleutnant der Reserve). Er beendete sein Studium an der Universität Karlsruhe als Technischer Diplom-Volkswirt.
Während seines Studiums arbeitete er als persönlicher Referent des Landwirtschaftsministers von Baden-Württemberg und Landtagsabgeordneten Peter Hauk. Weitere Stationen in Casparys beruflichem Werdegang waren Praktika bei J. P. Morgan in Frankfurt am Main und London, die Mitarbeit bei Gerhard Seiler an der Universität Karlsruhe sowie bei der MVV Energie AG in Mannheim.

## Politische Tätigkeiten
Daniel Caspary war als Jugendlicher in der Jungen Union (JU) aktiv. Sein politisches Interesse wurde geweckt, als er sich als Schüler für einen Nachtbus von Karlsruhe in seinen Heimatort Stutensee einsetzte. Von 1999 bis 2002 war er stellvertretender Landesvorsitzender der JU Baden-Württemberg, von 2001 bis 2008 Bezirksvorsitzender der Jungen Union Nordbaden. Seit 2010 ist Caspary Kreisvorsitzender der CDU Karlsruhe-Land. Seit Juli 2011 ist er Mitglied des Präsidiums der CDU Baden-Württemberg.
Von 1999 bis 2009 war Caspary Mitglied im Stadtrat von Stutensee, zunächst für die Junge Liste Stutensee (JLS) und nach September 2004 für die CDU.
Seit Juli 2004 ist Caspary Abgeordneter des Europäischen Parlaments, wo er der Fraktion der Europäischen Volkspartei (EVP) angehört. Er ist Mitglied im Ausschuss für internationalen Handel (INTA) und war dort von 2009 bis 2017 Koordinator (Sprecher) seiner Fraktion. Gemeinsam mit dem Vizepräsidenten der Europäischen Kommission, Jyrki Katainen, leitete Caspary die Sitzungen der europäischen EVP-Handelsminister bis 2017. Von 2014 bis 2017 war Caspary Parlamentarischer Geschäftsführer der CDU/CSU-Gruppe. Als Nachfolger Herbert Reuls wurde Caspary im Juli 2017 zum Vorsitzenden der CDU/CSU-Gruppe im Europäischen Parlament gewählt. Damit wurde er auch beratender Teilnehmer des CDU-Bundesvorstands. Als Vorsitzender der CDU/CSU-Gruppe ist er zudem Mitglied des EVP-Fraktionsvorstandes sowie Mitglied im Präsidium der CDU Deutschlands. Des Weiteren ist er als Europaabgeordneter Mitglied im Ausschuss für die Angelegenheiten der Europäischen Union im Deutschen Bundestag.
Im Mai 2018 wurde Caspary von der CDU Baden-Württemberg für die Europawahlen 2019 erneut aufgestellt und über die Landesliste gewählt. Seit Oktober 2019 ist er Vorsitzender der Delegation für die Beziehungen zu den Ländern Südostasiens und dem Verband Südostasiatischer Nationen (ASEAN).
In der 7. Wahlperiode des Europäischen Parlaments war er, wie auch schon in der vorherigen Wahlperiode, Berichterstatter des Europäischen Parlaments für die Außenhandelsstrategie der EU.
Caspary ist zudem Berichterstatter des Legislativprozesses zum öffentlichen Beschaffungswesen und den Zugang von Waren und Dienstleistungen aus Drittländern zum EU-Binnenmarkt für das öffentliche Beschaffungswesen.
Im November 2008 war Caspary unter den EU-Abgeordneten, die die Anschläge auf das Hotel Taj Mahal im indischen Mumbai vor Ort miterlebten.
Im Mai 2016 listete das Politmagazin Politico Caspary in einem Ranking der vierzig einflussreichsten Europaabgeordneten unter allen Mandatsträgern auf dem 16. Rang. In einem aktualisierten Ranking im März 2017 wurde Caspary auf Rang 25 geführt. Im November 2016 stufte die Nichtregierungsorganisation VoteWatch Europe Caspary als zweiteinflussreichsten Handelspolitiker im Europäischen Parlament ein.
Auf dem 71. Landesparteitag im September 2017 wählten die Delegierten Caspary zu einem von drei stellvertretenden Landesvorsitzenden der CDU Baden-Württemberg. Im Januar 2020 wurde Caspary erneut von Politico als einer der zwanzig einflussreichsten Abgeordneten des Parlaments bezeichnet.
Bei der Europawahl 2024 wurde Caspary auf Platz 2 der baden-württembergischen Landesliste erneut ins Europäische Parlament gewählt. Er ist in der 10. Legislaturperiode (2024–2029) erneut Mitglied im Ausschuss für internationalen Handel sowie stellvertretendes Mitglied im Ausschuss für Wirtschaft und Währung.

## Politische Positionen und Kritik

### Transatlantisches Freihandelsabkommen
Im Rahmen seiner Tätigkeit im Ausschuss für internationalen Handel engagiert sich Caspary für den Abschluss des transatlantischen Handels- und Investitionsabkommens zwischen der EU und den USA. So rief er im März 2013 die Veranstaltung „Friends of TTIP“ als offene Diskussionsplattform im Europäischen Parlament ins Leben, in deren Rahmen das transatlantische Handels- und Investitionsabkommen mit Vertretern aus Politik, Wirtschaft und Zivilgesellschaft kontrovers diskutiert wird.

### Demonstration gegen EU-Urheberrechtsreform
Wenige Tage vor Abstimmung im EU-Parlament zur umstrittenen EU-Urheberrechtsreform behauptete Daniel Caspary in der BILD-Zeitung: „Nun wird offensichtlich versucht, auch mit gekauften Demonstranten die Verabschiedung des Urheberrechts zu verhindern. Bis zu 450 Euro werden von einer sogenannten NGO für die Demoteilnahme geboten.“ Selbst Abgeordnete der CDU bezeichneten diese Äußerungen als „Irrsinn“ und „katastrophal“. Sie seien respektlos und würden den Protest von mehr als 100.000 herabwürdigen. Sowohl die BILD – sowie deren Verlag Axel Springer SE – als auch Daniel Caspary selbst gehören zu den Befürwortern der EU-Urheberrechtsreform. Daniel Caspary schränkte seine Behauptung später auf Twitter und in einem Interview mit dem Deutschlandfunk ein, indem er angab, sich nur auf einen geringen Anteil an „gekauften Demonstranten“ bezogen zu haben. Er habe jedoch niemals alle Demonstranten gemeint.

### Sonstige Ämter
Daniel Caspary ist Mitglied der Europa-Union, die sich für ein föderales Europa und den europäischen Einigungsprozess einsetzt sowie der Europa-Union Parlamentariergruppe Europäisches Parlament.

## Privates
Daniel Caspary ist verheiratet und hat fünf Kinder. Er wohnt in Weingarten im Landkreis Karlsruhe.

## Schriften
- mit Jan Wißwässer und Julia Wolffson: EU und Mercosur – Ziele, Strategien und aktuelle Herausforderungen. In: Erich G. Fritz (Hrsg.): Brasilien: Auf dem Sprung zur Weltwirtschaftsmacht? Athena Verlag, Oberhausen 2013, ISBN 978-3-89896-550-7.
- mit Jan Wißwässer: ACTA – Das Symbol. Urheberrecht im europapolitischen Fokus. In: Die Politische Meinung. 9/2012, 514, Konrad-Adenauer-Stiftung, ISSN 0032-3446, S. 10–14
- mit Martina Chudejova und Jan Wißwässer: Das Freihandelsabkommen zwischen der Europäischen Union und Indien. In: Erich G. Fritz (Hrsg.): Entwicklungsland, Schwellenland, Global Player: Indiens Weg in die Verantwortung. Athena Verlag, 2010, ISBN 978-3-89896-401-2.
- Daniel Casparyː Mitglied des Europäischen Parlaments, Einblicke 2004–2019, von uns für Deutschland und Europa, ISBN 978-3-00-059375-8